# Авраменко Ніна Іванівна
Ніна Іванівна Авраменко (25 травня 1916, Київ, Київська губернія, Російська імперія ― 2 квітня 1984, Київ, Українська РСР, СРСР) ― радянська, українська звукорежисерка.

## Біографія
Народилася 25 травня 1916 року у Києві.
У 1935 році закінчила Київський державний технікум кінематографії.
З 1939 року працювала звукорежисеркой Київській кіностудії художніх фільмів ім. О. Довженка.
Була членом Національної спілки кінематографістів України.
Померла 2 квітня 1984 року у Києві.

## Фільмографія
Оформила фільми:
- 1939 — Винищувачі
- 1952 — В степах України
- 1953 — Доля Марини
- 1954 — Назар Стодоля
- 1955 — Педагогічна поема
- 1956 — Дівчина з маяка
- 1958 — Перший хлопець
- 1959 — Верховино, мати моя
- 1960 — Кров людська — не водиця
- 1961 — На крилах пісні
- 1963 — Повернення Вероніки
- 1964 — Зірка балету
- 1965 — Криниця для спраглих
- 1968 — Білі хмари
- 1969 — Острів Вовчий
- 1971 — Де ви, лицарі?
- 1973 — В бій ідуть тільки «старі»
- 1975 — Ральф, здрастуй! (новели «Боцман», «Здрастуй, Ральф», «Чип»)
- 1976 — Ати-бати, йшли солдати…